# Semiothisa ferraria
Semiothisa ferraria är en fjärilsart som beskrevs av Walker 1861. Semiothisa ferraria ingår i släktet Semiothisa och familjen mätare. Inga underarter finns listade i Catalogue of Life.